# الیو پتری
اِلیُو پتری (ایتالیایی: Elio Petri; ۲۹ ژانویهٔ ۱۹۲۹ – ۱۰ نوامبر ۱۹۸۲) کارگردان، و فیلم‌نامه‌نویس اهل ایتالیا بود.

## زندگی‌نامه
الیو پتری، زادهٔ رم و روشنفکر مارکسیست بود که با فیلم‌هایش دورهٔ تحت حکومت نیروهای دموکرات- مسیحی در سال‌های شصت تا هفتاد از ایتالیا را نشانه گذاری کرد. پتری با وجود ترک تحصیل و به کمک مطالعهٔ فراوان شخصیت خودش را شکل داد. مثل اغلب موج نوئی‌های فرانسوی هیچ مدرسهٔ سینمائی ای را نگذراند و تنها با تماشای فیلم، با کارآموزیِ ده ساله‌ای در حوزهٔ سینما: از منتقدی تا مؤسس کلوب‌های فیلم، از همکاری در فیلم نامه‌های مختلف تا مستندسازی مسیر خودش را یافت. فعالیتش را به عنوان منتقد سینمایی در روزنامهٔ "Unita" شروع کرد و سپس به عنوان همکار جوزپّه دِ سانتیس در فیلم "رم ساعت ۱۱" به سینما راه یافت، فیلم پژوهشی ای که فایل آماده شده‌ای از طرف پتری را همچون اساس فیلم نامه اش به کار می‌گیرد. همکاری با دسانتیس در دیگر فیلم نامه و آثار وی همچون: «روزهای عشق» (۱۹۵۴) و «مردان و گرگ‌ها» (۱۹۵۶) ادامه پیدا کرد. پتری در هفده سالگی به حزب کمونیست ایتالیا پیوست تا اینکه در سال ۱۹۵۶ زمانی که اتحاد شوروی مجارستان را اشغال نمود از حزب جدا شد. اولین کارهایش با دوربین اش را با دو مستند «یک قهرمان به دنیا می‌آید» (۱۹۵۴) و «هفت قهرمان» (۱۹۵۷) شروع کرد. پتری فیلم داستانی اش در در سال ۱۹۶۱ با نام «قاتل» کارگردانی نمود.
«کی شب را نورانی می‌کند» آخرین پروژهٔ پتری بود که به علت مرگ کارگردان به علت بیماری سرطان در سن ۵۳ سالگی به پایان نرسید و تنها فیلمنامه نگاشته شد

## جوایز
- برندهٔ «جایزهٔ اسکار بهترین فیلم خارجی زبان» بخاطر فیلم «بازجویی شهروندی که هیچ شکی بهش وارد نیست» (۱۹۷۰)
- برنده «جایزهٔ ویژهٔ هیئت داوران جشنوارهٔ کن» بخاطر فیلم «بازجویی شهروندی که هیچ شکی بهش وارد نیست» (۱۹۷۰)

## فیلمشناسی
- روزهای عشق (۱۹۵۴)
- یک قهرمان به دنیا می‌آید (۱۹۵۴)
- مردان و گرگ‌ها (۱۹۵۶)
- هفت قهرمان (۱۹۵۷)
- ترور (۱۹۶۱)
- روزهای شمارش شده (۱۹۶۲)
- غول‌ها (۱۹۶۳ فقط همکاری در نگارش فیلمنامه)
- معلم ویجوانو (۱۹۶۳ با اقتباس از کتاب لوچیو ماستروراندی)
- دهمین قربانی (۱۹۶۵ اولین فیلم رنگی الیو پتری با اقتباسی از داستان رابرت شکلی)
- به هرکس سهمش (۱۹۶۷ تریلری اقتباس شده از رمانی با همین عنوان نوشته لئوناردو شاشا)
- جایی آسوده در بیرون شهر (۱۹۶۸)
- بازجویی از یک شهروند دور از سوءظن (۱۹۷۰)[۱]
- اسنادی راجع به جوزپّه پینلّی (۱۹۷۰ یک مستند دو بخشی)
- طبقه کارگر به بهشت می‌رود (۱۹۷۱)
- مالکیت دیگر دزدی نیست (۱۹۷۳)
- تودو مودو (۱۹۷۳)[۲]
- خبرهای خوب (۱۹۷۸)
- کی شب را نورانی می‌کند (ناتمام فقط فیلمنامه)